# Gustavo Henrique Sousa
Gustavo Henrique da Silva Sousa (Registro, 29 de março de 1994), mais conhecido como Gustagol, é um futebolista brasileiro que atua como centroavante. Atualmente joga pelo Shanghai Port.

## Carreira

### Taboão da Serra
Começou nas categorias de base no centro de treinamento de futebol no Taboão da Serra, onde disputou a Copa São Paulo de Futebol Júnior de 2014 e sagrou-se artilheiro.

### Criciúma
Após a Copa São Paulo de Futebol Júnior, se transferiu para o Criciúma. Foi integrado ao elenco principal no início de 2014. Gustavo estreou pela equipe no dia 16 de fevereiro, contra a Chapecoense, em jogo válido pelo Campeonato Catarinense. Depois disso ele atuou em algumas partidas do Campeonato Brasileiro.

### Resende
Chegou ao Resende no início de 2015, tendo sido emprestado para a disputa do Campeonato Carioca.

### Atlético Tubarão
Após o fim do Campeonato Carioca, foi para o Atlético Tubarão, para a disputa da Segunda Divisão do Campeonato Catarinense. Pelo clube, atuou em apenas oito partidas e marcou três gols.

### Nacional
Em agosto de 2015, o Nacional, de Portugal, o contratou por empréstimo. Gustavo atuou em 19 partidas e não marcou gols pela equipe. Permaneceu até janeiro de 2016.

### Retorno ao Criciúma e ida ao Corinthians
Em 2016, após a sua volta ao Criciúma, chegou ao seu grande momento. Atuou em 32 partidas e fez 18 gols, até ser contratado pelo Corinthians, em agosto do mesmo ano.

### Bahia e Goiás
No início de 2017, foi emprestado ao Bahia por um ano. Com o clube venceu a Copa do Nordeste e jogou alguns jogos no Campeonato Brasileiro. Não agradou ao clube baiano, onde marcou apenas seis gols e foi repassado ao Goiás até o fim do ano.

### Fortaleza
No final da temporada de 2017, foi anunciado por empréstimo para o ano de 2018 como jogador do Fortaleza a pedido do técnico Rogério Ceni. Pela equipe cearense, Gustavo marcou 30 gols e sagrou-se artilheiro do Campeonato Cearense e artilheiro do Brasil.

### Retorno ao Corinthians
Em 2019, após grande destaque no Fortaleza, foi reintegrado ao elenco do Corinthians a pedido da torcida e do técnico Fábio Carille. Após marcar oito gols nos dez primeiros jogos, o Corinthians anunciou no dia 20 de fevereiro de 2019 um aumento e extensão do contrato do mesmo, devido ao alto rendimento.

### Internacional
Em 18 de fevereiro de 2020, foi anunciado o seu empréstimo ao Internacional, até o fim do ano.

### Jeonbuk Hyundai Motors
Em julho de 2020, foi vendido para o Jeonbuk Hyundai Motors, da Coreia do Sul, assinando contrato até 2023.

## Estatísticas
Atualizadas até 17 de agosto de 2019
| Equipe            | Temporada         | Campeonato nacional | Campeonato nacional | Campeonato estadual | Campeonato estadual | Copa nacional | Copa nacional | Competições continentais | Competições continentais | Outros torneios | Outros torneios | Total | Total |
| Equipe            | Temporada         | Jogos               | Gols                | Jogos               | Gols                | Jogos         | Gols          | Jogos                    | Gols                     | Jogos           | Gols            | Jogos | Gols  |
| ----------------- | ----------------- | ------------------- | ------------------- | ------------------- | ------------------- | ------------- | ------------- | ------------------------ | ------------------------ | --------------- | --------------- | ----- | ----- |
| Criciúma          | 2014              | 7                   | 0                   | 8                   | 0                   | 2             | 0             | —                        | —                        | —               | —               | 17    | 0     |
| Criciúma          | 2015              | 3                   | 0                   | 0                   | 0                   | —             | —             | —                        | —                        | —               | —               | 3     | 0     |
| Criciúma          | 2016              | 18                  | 11                  | 11                  | 6                   | 2             | 1             | —                        | —                        | 1               | 0               | 32    | 18    |
| Criciúma          | Total             | 28                  | 11                  | 19                  | 6                   | 4             | 1             | —                        | —                        | 1               | 0               | 52    | 18    |
| Resende           | 2015              | —                   | —                   | 0                   | 0                   | —             | —             | —                        | —                        | —               | —               | 0     | 0     |
| Resende           | Total             | —                   | —                   | 6                   | 2                   | —             | —             | —                        | —                        | —               | —               | 6     | 2     |
| Tubarão           | 2015              | —                   | —                   | 8                   | 3                   | —             | —             | —                        | —                        | —               | —               | 8     | 3     |
| Tubarão           | Total             | —                   | —                   | 8                   | 3                   | —             | —             | —                        | —                        | —               | —               | 8     | 3     |
| Nacional          | 2015–16           | 13                  | 0                   | —                   | —                   | 3             | 0             | —                        | —                        | 2               | 0               | 18    | 0     |
| Nacional          | Total             | 13                  | 0                   | —                   | —                   | 3             | 0             | —                        | —                        | 2               | 0               | 18    | 0     |
| Corinthians       | 2016              | 9                   | 0                   | —                   | —                   | —             | —             | —                        | —                        | —               | —               | 9     | 0     |
| Corinthians       | 2019              | 25                  | 5                   | 15                  | 4                   | 4             | 3             | 9                        | 2                        | 2               | 1               | 55    | 15    |
| Corinthians       | Total             | 34                  | 5                   | 15                  | 4                   | 4             | 3             | 9                        | 2                        | 2               | 1               | 64    | 15    |
| Bahia             | 2017              | 5                   | 1                   | 14                  | 5                   | 1             | 0             | —                        | —                        | 4               | 0               | 24    | 6     |
| Bahia             | Total             | 5                   | 1                   | 14                  | 5                   | 1             | 0             | —                        | —                        | 4               | 0               | 24    | 6     |
| Goiás             | 2017              | 12                  | 1                   | —                   | —                   | —             | —             | —                        | —                        | —               | —               | 12    | 1     |
| Goiás             | Total             | 12                  | 1                   | —                   | —                   | —             | —             | —                        | —                        | —               | —               | 12    | 1     |
| Fortaleza         | 2018              | 28                  | 14                  | 17                  | 16                  | —             | —             | —                        | —                        | —               | —               | 45    | 30    |
| Fortaleza         | Total             | 28                  | 14                  | 17                  | 16                  | —             | —             | —                        | —                        | —               | —               | 45    | 30    |
| Total na carreira | Total na carreira | 100                 | 27                  | 76                  | 35                  | 12            | 4             | 5                        | 2                        | 8               | 1               | 199   | 68    |

1. ↑  Jogo(s) na Primeira Liga
2. 1 2 3  Jogo(s) na Taça da Liga

## Títulos
Resende
- Copa Rio: 2015

Bahia
- Copa do Nordeste: 2017

Fortaleza
- Campeonato Brasileiro - Série B: 2018

Corinthians
- Campeonato Paulista: 2019

Jeonbuk Motors
- K League: 2020
- Copa da Coreia do Sul: 2020

Shanghai Port
- Superliga Chinesa: 2024

### Prêmios individuais
- Seleção do Campeonato Cearense: 2018
- Seleção do Campeonato Paulista: 2019

### Artilharias
- Campeonato Cearense: 2018 - 16 gols[7]
- Prêmio Arthur Friedenreich: 2018 (30 gols)
- Copa da Coreia do Sul: 2020 - 4 gols